# Manchester
|  | Aquest article tracta sobre la ciutat anglesa. Vegeu-ne altres significats a «Manchester (desambiguació)». |

Manchester (pronunciat /ˈmæntʃᵻstər/) és un municipi del Regne Unit, situat al nord-oest d'Anglaterra. Antigament el seu territori estava repartit entre dos comtats: la major part de la ciutat era part de Lancashire, mentre que les zones situades al sud del riu Mersey eren del comtat de Cheshire. Actualment forma part d'un comtat creat expressament, anomenat Gran Manchester, al qual pertanyen també altres ciutats properes: Bury, Wigan, Bolton, Salford, Stockport. La població és força nombrosa: la ciutat tenia 503.000 habitants el 2011, i el Gran Manchester —que és la segona aglomeració urbana de tot l'estat— tenia el mateix any 2.553.379 habitants.
Situada a 57 quilòmetres a l'est de Liverpool, a 67 km a l'oest de Leeds i a 328 km al nord de Londres, Manchester és un important centre artístic, financer, de mitjans de comunicació i d'educació superior. És la tercera ciutat més visitada del Regne Unit pels turistes. És la seu de dos equips de la Premier League: el Manchester United FC i el Manchester City FC. Manchester va ser fonamental en la revolució industrial. Va esdevenir el principal centre internacional de la filada de cotó i de teixits. Per aquest motiu, durant el xix va adquirir el sobrenom de "Cottonopolis". El centre de la ciutat es troba en una llista provisional del Patrimoni de la Humanitat de la UNESCO, principalment per la seva xarxa de canals i molins construïts durant els segles xviii i xix. En una enquesta de líders empresarials britànics publicada el 2006, Manchester era considerada com el millor lloc del Regne Unit per establir un negoci. Un informe encarregat per l'Associació de Manchester, publicat el 2007, va mostrar Manchester com la "ciutat amb més ràpid creixement econòmic". 

## Toponímia
El nom de Manchester s'origina de l'antic nom llatí Mamucium, nom de la fortalesa i assentament romà, en general es pensa que és una llatinització d'un nom anterior d'origen celta (que possiblement significa "turó de mama", de mamm, en català "mama o pit") i ceaster, de l'anglès antic, que vol dir "ciutat fortificada" i que deriva del llatí castrum. Una teoria alternativa suggereix que procedeix del brità, amb el significat de "mare", en referència al riu-deessa que flueix per la ciutat, el riu Medlock. La mateixa arrel mam significa "pits de dona" en irlandès i "mare" en gal·lès.

## Geografia
Manchester està ubicada a 257 km al nord-oest de Londres. Limita al nord i a l'est amb els pujols dels Penins, una cadena muntanyenca que corre al llarg del nord d'Anglaterra i al sud per la plana de Cheshire. El centre de la ciutat es troba a la riba oriental del riu Irwell, a prop de la seva confluència amb el riu Medlock i el riu Irk, amb terres relativament baixes d'entre 35 i 42 metres sobre el nivell del mar. El riu Mersey flueix a través del sud de Manchester. Gran part del centre de la ciutat, especialment al sud, és plana, el que ofereix àmplies vistes dels edificis de gran alçada a la ciutat, molts dels vessants i erms dels Penins, els quals, sovint, solen ser coberts per neu en els mesos de l'hivern. Les característiques geogràfiques de Manchester van ser molt influents en el seu desenvolupament primerenc com a primera ciutat industrial del món; aquestes característiques són el seu clima, la seva proximitat a un port marítim com és Liverpool, la disponibilitat de l'energia hidràulica de l'aigua dels seus rius, i les seves reserves de carbó properes.

## Història
L'àrea de Manchester va ser colonitzada pels romans: el general Gneu Juli Agrícola va construir un fortí anomenat Mamucium, que probablement significa "turó amb forma de pit". Un facsímil del fortí està a Castlefield. Anteriorment, però, ja estava habitada per la tribu dels brigants. Després que els romans abandonessin Bretanya a final del segle iii, els anglosaxons van ocupar només la zona de confluència entre l'Irwell i l'Irk. Quan Guillem el Conqueridor va fer la seva expedició de càstig pel nord del país, la major part del territori de Manchester estava deshabitat i improductiu.
Thomas de la Warre, senyor de Manchester, va fundar el 1421 una església, que amb el temps s'ampliaria i esdevindria la catedral; també va ordenar la construcció dels edificis per a l'escola de música de Chetham i la biblioteca de Chetham. Aquesta biblioteca no es va inaugurar fins al 1653 i és la més antiga del Regne Unit. Al segle xiv va ser seu d'una comunitat de comerciants flamencs de la llana que es van instal·lar a la ciutat per produir fil de llana i lli, fet que va iniciar la tradició exportadora. Al 1750 el cotó era preferit a la llana i això va afavorir l'economia d'aquesta ciutat.

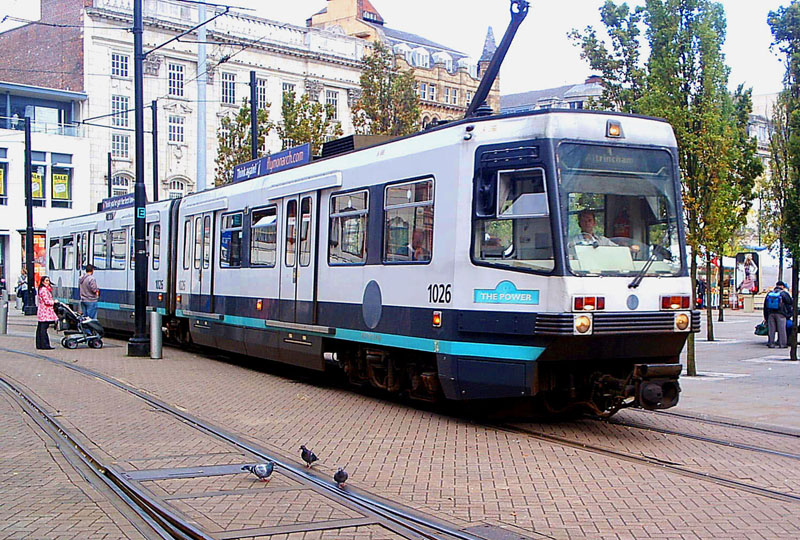
El tramvia Metrolink recorre el centre de Manchester.

La ciutat de Manchester va esdevenir la primera ciutat industrial del món, i un exemple per a tot el món occidental. Com a ciutat eminentment industrial, va ser també un focus de reivindicacions de la classe treballadora. El 16 d'agost del 1819 es va produir una matança humana, en resposta de l'exèrcit contra uns manifestants, fets coneguts com la massacre de Peterloo. Manchester forma part de la història del marxisme: Friedrich Engels va basar els seus escrits en la realitat d'aquesta ciutat, i Karl Marx la va visitar. El primer congrés de la Unió de Comerciants es va celebrar en un edifici del carrer David Street el 1868. Manchester va ser també un important centre del naixement del Partit Laborista i del moviment sufragista.
Manchester va ser un centre per a la indústria automotriu del Regne Unit. Avui dia la zona de Trafford Park, al sud-oest de la ciutat, continua sent una de les zones industrials més grans del món, amb la central europea de la Kellogg Company, Rolls Royce, Manchester United Football Club. Trafford Park va ser també el primer lloc de fora d'Amèrica que va produir el Model T de Ford, l'any 1911. Algunes d'aquestes fàbriques es van adaptar durant la Segona Guerra Mundial per a la producció de bombes, motiu pel qual la ciutat va ser objectiu de l'aviació alemanya, especialment a la fi de l'any 1940. Aquests bombardeigs van destruir bona part del centre històric, més 165 magatzems, 200 fàbriques i 150 oficines. Van morir 376 ciutadans i 30.000 cases van quedar fetes malbé. La proximitat de la ciutat amb Liverpool i la grandària similar que ambdues tenen, és causa de gran rivalitat que no ha estat sempre amigable.
A les 11:20 del matí del dissabte 15 de juny del 1996 l'IRA va detonar una gran càrrega explosiva al centre de la ciutat. A conseqüència d'això, s'ha regenerat el centre urbà amb centres de negocis com el Printworks i el Triangle, que inclouen àmplies zones comercials i recreatives.
El 2002, Manchester va acollir la XVII edició dels Jocs de la Mancomunitat (Commonwealth Games) amb gran èxit, després del fracàs en aconseguir els Jocs Olímpics el 1996, que es van assignar a Atlanta 1996 i els el 2000, que es van fer a Sydney.

## Govern

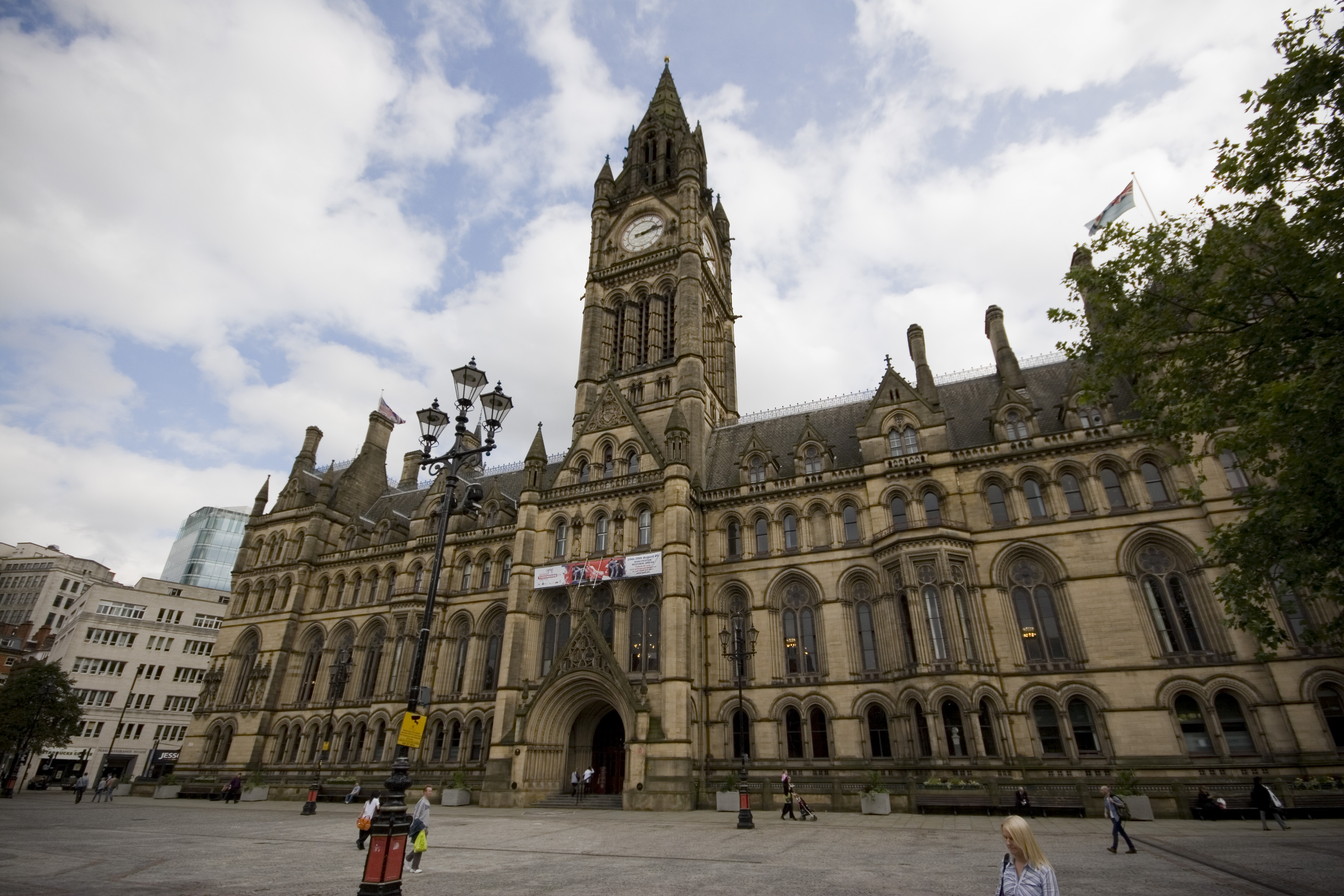
Vista de l'ajuntament de la ciutat.

Manchester té representació en tres nivells de govern, Manchester City Council (nivell local), en el Parlament britànic (nivell nacional), i el Parlament Europeu (nivell d'Europa). El Consell Comtal del Gran Manchester va ser abolit el 1986, de manera que l'ajuntament és en realitat una autoritat unitària. Des de la seva creació el 1995, Manchester ha estat membre del grup de principals ciutats angleses, que, entre altres coses, serveix per promoure la condició social, cultural i econòmica de la ciutat a nivell internacional.
Thomas Grelley va concedir el 1301 la primera carta de llibertats de Manchester, però va perdre la seva condició de borough en un cas judicial del 1359. Fins al segle xix, la justícia era portada pels tribunals senyorials (manorial courts), l'últim dels quals va ser abolit el 1846. El 1853 es va concedir l'estatus de ciutat (city)
El 1885, Bradford, Harpurhey, Rusholme i parts dels municipis de Moss Side i Withington van entrar a formar part de la ciutat de Manchester. El 1889, la ciutat es va convertir en el districte comtat de Manchester, autònom del control de Lancashire. Entre el 1890 i el 1933, més zones es van agregar a Manchester procedents de Lancashire: Burnage, Chorlton, Didsbury, Fallowfield, Levenshulme, Longsight i Withington. El 1974, per la Llei de Govern Local del 1972, la ciutat de Manchester va passar a ser una divisió administrativa diferent dins del comtat del Gran Manchester. Aquell any, Ringway, el poble on està situat l'aeroport de Manchester, va ser afegit a la ciutat.
Al sud-oest de la ciutat es troba una de les majors zones industrials del món. A final del segle xix, es va inaugurar el canal Manchester ship, que convertia Manchester en un port marítim. Així la ciutat va esdevenir la primera ciutat industrial del món. El 15 de juny del 1996, l'organització terrorista IRA va cometre un atemptat al centre de la ciutat.

## Esport
A Manchester hi ha dos clubs de futbol que juguen actualment a la primera divisió anglesa, la Premier League. El primer és el Manchester United FC, un dels millors equips d'Europa amb 3 copes d'Europa aconseguides, que juga al camp d'Old Trafford, amb capacitat per uns 76.000 espectadors. El segon és el Manchester City FC, que entrena Pep Guardiola, té un palmarès menys brillant i juga a l'Estadi Ciutat de Manchester, on hi caben 50.000 espectadors. Manchester ha competit dues vegades per ser seu dels Jocs Olímpics: del 1996 i del 2000.

## Educació
Manchester es seu de la Universitat de Manchester i la Universitat Metropolitana de Manchester. La Universitat de Manchester és la universitat no col·legiada a temps complet més gran del Regne Unit i va ser creada l'any 2004 gràcies a la fusió de la Universitat Victoria de Manchester amb el UMIST; inclou el Manchester Business School, que va impartir el primer curs de Mestratge en Administració de Negocis (MBA) al Regne Unit el 1965. L'altra universitat que té la seu a la ciutat és la Universitat Metropolitana de Manchester, que va ser formada com a Politècnic de Manchester després de la fusió de tres col·legis l'any 1970. Va obtenir l'estatus d'universitat el 1992, i aquest mateix any el Crewe and Alsager College of Higher Education al sud de Cheshire, va passar a formar part de la institució.
La Universitat de Manchester, la Universitat Metropolitana de Manchester i el Reial Col·legi de Música del Nord es troben propers al carrer Oxford Road, localitzada a la part sud del centre de la ciutat, formant en conjunt el recinte urbà més gran d'educació superior d'Europa amb 73.160 estudiants, encara que, gairebé 6.000 estudiants d'aquesta xifra es troben als campus de la Universitat Metropolitana de Manchester a Crewe i Alsager a Cheshire.

## Cultura

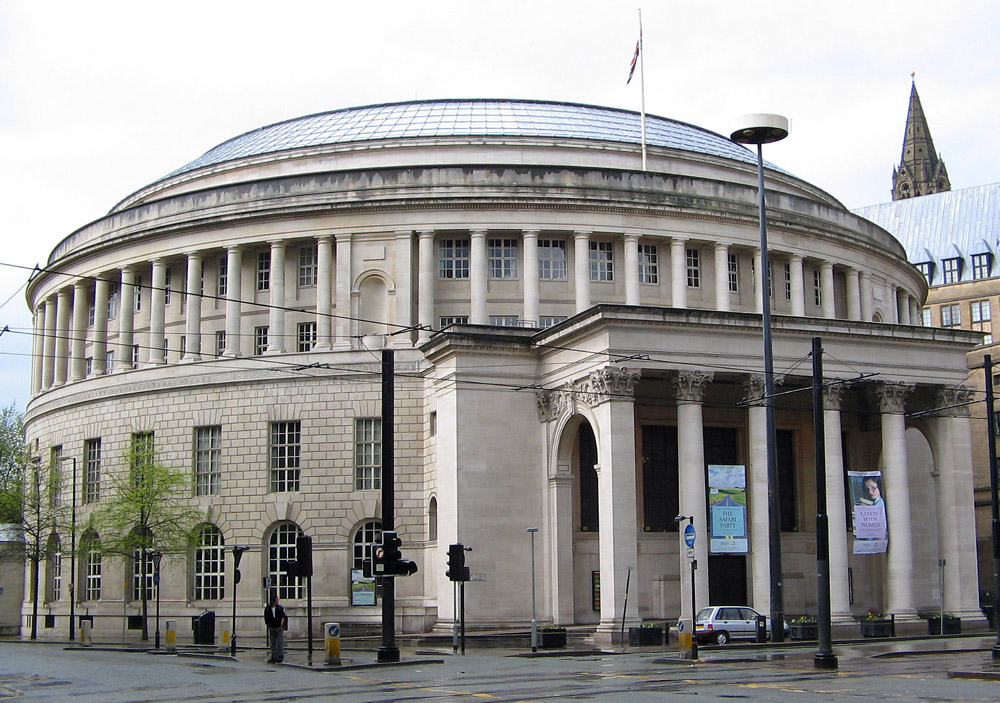
Biblioteca Central de Manchester

La ciutat té una gran quantitat de museus, d'entre els quals cal destacar el Lowry, el Manchester Art Gallery, l'Urbis i el Museu d'Història. A la biblioteca John Rylands es conserva el manuscrit més antic dels evangelis que encara sobreviu: una part de l'evangeli segons Sant Joan.
Pel que fa a les tendències musicals, sobretot dels anys 80, de Manchester han sortit molts solistes i grups rellevants com Simply Red, Take That o The Chemical Brothers d'entre molts d'altres. També en la literatura ha donat grans escriptors com el novel·lista William Harrison Ainsworth.

## Persones il·lustres
- Arthur Harden (1865-1940), bioquímic, Premi Nobel de Química l'any 1929.
- James Chadwick (1891-1974), físic, Premi Nobel de Física l'any 1935.
- David Lloyd George, polític britànic, Primer Ministre del Regne Unit (1916-1922).
- Robert Edwards (1925-2013), fisiologista britànic, Premi Nobel de Medicina o Fisiologia del 2010.
- John Linton Gardner (2017-2011), compositor musical.

## Ciutats agermanades
- Amsterdam, (Països Baixos)
- Barquisimeto, (Veneçuela)
- Chemnitz, (Alemanya)
- Còrdova, (Espanya)
- Faisalabad, (Pakistan)
- Managua, (Nicaragua)
- Rejovot, (Israel)
- Sant Petersburg, (Rússia)
- Wuhan, (Xina)